# Lukas Hartmann

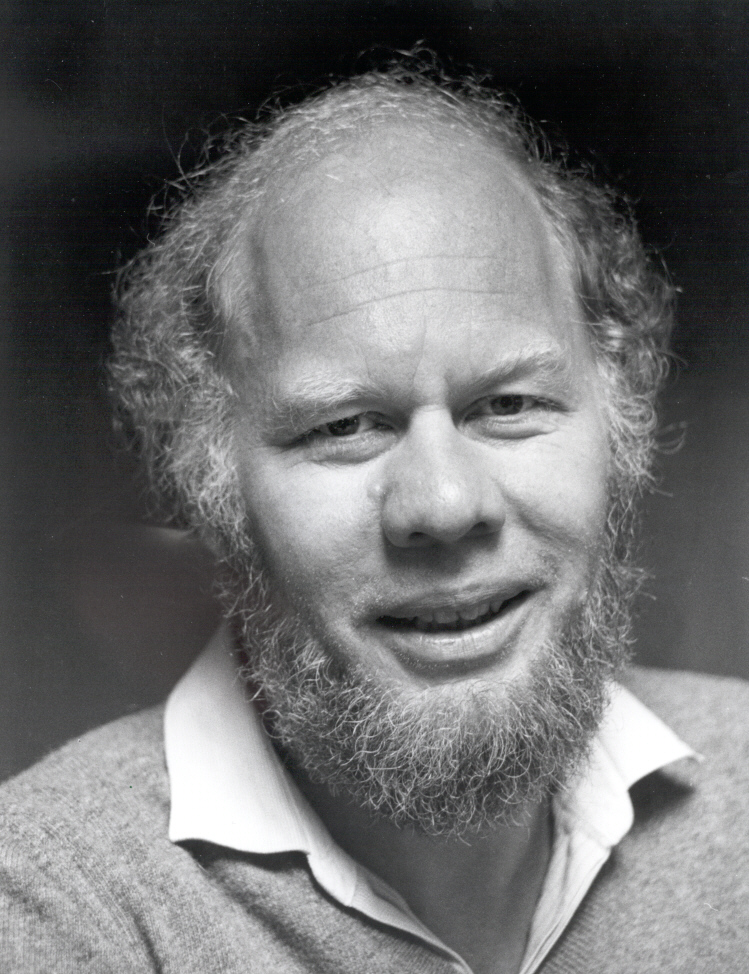
Lukas Hartmann (1985)

Lukas Hartmann, Pseudonym für Hans-Rudolf Lehmann (* 29. August 1944 in Bern), ist ein Schweizer Schriftsteller.

## Leben und Wirken
Hartmann wurde in Bern geboren. Sein Vater arbeitete viele Jahre bei der Schweizerischen Post, zuletzt als Abteilungsleiter. Sein Bruder Jürg Lehmann ist Journalist und war früher Chefredaktor des Blicks und Politchef der Blick-Gruppe. Hartmann besuchte das Lehrerseminar in Bern mit den Schwerpunktfächern Musik, Germanistik und Geschichte. Er arbeitete zunächst als Lehrer und war Redaktor bei Radio DRS. Er studierte anschliessend Psychologie, schloss das Studium jedoch nicht ab. Hartmann schreibt vor allem Romane – besonders historische Romane – und Geschichten für Erwachsene wie auch Kinder- und Jugendliteratur. Sein Kinderbuch Anna annA wurde 1993 von der DEFA verfilmt.
Er ist seit 1996 mit der Politikerin Simonetta Sommaruga verheiratet und hat drei Kinder aus einer früheren Ehe. Er lebte mit ihr viele Jahre in Spiegel bei Bern, bevor sie 2021 gemeinsam ein Haus in der Innenstadt Berns kauften. Ende Oktober 2022 erlitt er einen Schlaganfall, weshalb seine Frau ihren Rücktritt als Bundesrätin auf Ende 2022 bekanntgab.

## Auszeichnungen (Auswahl)
- 1993: Buchpreis der Stadt Bern für Die Seuche
- 1995: Schweizer Jugendbuchpreis für So eine lange Nase
- 1996: Preis der Schweizerischen Schillerstiftung für Die Mohrin
- 2001: Ehrenliste des Österreichischen Kinder- und Jugendbuchpreises für Leo Schmetterling
- 2010: Grosser Literaturpreis von Stadt und Kanton Bern
- 2010: Goldener Lorbeer des Sir-Walter-Scott-Preises für Bis ans Ende der Meere

## Werke

### Für Erwachsene
- Ausbruch. Roman. Rodana, Zürich 1970
- Madeleine, Martha und Pia. Protokolle vom Rand. Zytglogge, Bern 1975
- Mozart im Hurenhaus. Geschichten. Zytglogge, Bern 1976
- Pestalozzis Berg. Roman. Zytglogge, Bern 1978; Neufassung: Nagel & Kimche, Zürich 1988
- Gebrochenes Eis. (Autobiographische) Aufzeichnungen. Arche, Zürich 1980
- Mahabalipuram oder Als Schweizer in Indien. Ein Reisetagebuch. Arche, Zürich 1982
- Aus dem Innern des Mediums. Roman. Nagel & Kimche, Zürich 1985
- Kein Kuchen für Bahar. Flüchtlingsportraits. Zytglogge, Gümligen 1987
- Einer stirbt in Rom. Roman. Nagel & Kimche, Zürich 1989
- Madeleine, Bahar und Youssef. Porträts vom Rand. Zytglogge, Gümligen 1991
- Die Seuche. Roman. Nagel & Kimche, Zürich 1992
- Die Wölfe sind satt. Erzählung. Nagel & Kimche, Zürich 1993
- Die Mohrin. Roman. Nagel & Kimche, Zürich 1995
- Der Konvoi. Roman. Nagel & Kimche, Zürich 1997[7]
- Die Frau im Pelz. Leben und Tod der Carmen Mory. Roman. Nagel & Kimche, Zürich 1999
- Die Tochter des Jägers. Roman (über Vivienne von Wattenwyl). Nagel & Kimche, Zürich 2002
- Die Deutsche im Dorf. Roman. Nagel & Kimche, Zürich 2005
- Die letzte Nacht der alten Zeit. Roman. Nagel & Kimche, Zürich 2007
- Bis ans Ende der Meere. Die Reise des Malers John Webber mit Captain Cook. Roman. Diogenes, Zürich 2009, ISBN 978-3-257-06686-9.
- Finsteres Glück. Roman. Diogenes, Zürich 2010, ISBN 978-3-257-06759-0. – 2016 verfilmt von Stefan Haupt unter dem gleichen Titel.
- Räuberleben. Roman. Diogenes, Zürich 2012, ISBN 978-3-257-06806-1.
- Abschied von Sansibar. Roman. Diogenes, Zürich 2013, ISBN 978-3-257-06867-2.
- Auf beiden Seiten. Roman. Diogenes. Zürich 2015, ISBN 978-3-257-06921-1.[8]
- Ein passender Mieter. Roman. Diogenes, Zürich 2016, ISBN 978-3-257-06967-9.
- Ein Bild von Lydia. Roman. Diogenes, Zürich 2018, ISBN 978-3-257-07012-5.
- Der Sänger. Roman (über Joseph Schmidt). Diogenes, Zürich 2019, ISBN 978-3-257-07052-1.
- Schattentanz. Die Wege des Louis Soutter. Roman. Diogenes, Zürich 2021, ISBN 978-3-257-07109-2.
- Ins Unbekannte. Die Geschichte von Sabina und Fritz. Diogenes, Zürich 2022, ISBN 978-3-257-07205-1.
- Martha und die Ihren. Roman. Diogenes, Zürich 2024, ISBN 978-3-257-07273-0.

### Für Kinder und Jugendliche
- Anna annA. Zytglogge, Gümligen 1984
- Joachim zeichnet sich weg. Ein Roman für Kinder. Nagel & Kimche, Zürich 1987
- Die wilde Sophie. Nagel & Kimche, Zürich 1990
- So eine lange Nase. Nagel & Kimche, Zürich 1994
- Gib mir einen Kuss, Larissa Laruss. Nagel & Kimche, Zürich 1996
- Die fliegende Groma. Nagel & Kimche, Zürich 1998
- Leo Schmetterling. Nagel & Kimche, Zürich 2000
- Timi Donner im Reich der Kentauren. Nagel & Kimche, Zürich 2000
- GloriaFuria und die schlimme Marie. Nagel & Kimche, Zürich 2003
- Liebe 160. Die besten Messages über Liebe und Freundschaft (als Herausgeber). Nagel & Kimche, Zürich 2003
- Peter und der Traumdieb. Schweizerisches Jugendschriftenwerk, Zürich 2005 (= SJW 2236).
- Heul nicht, kleiner Seehund! Kinderroman. Bajazzo, Zürich 2006
- Spuren in der Polenta. Essgeschichten und Rezepte für Kinder. Bajazzo, Zürich 2007
- All die verschwundenen Dinge. Mit Bildern von Tatjana Hauptmann. Diogenes, Zürich 2011 ISBN 978-3-257-01151-7.
- Mein Dschinn. Abenteuerroman. Diogenes, Zürich 2014, ISBN 978-3-257-01172-2.
- Die magische Zahnspange. Diogenes, Zürich 2018, ISBN 978-3-257-01236-1.
- Die Abenteuer der Prinzessin Ivana, erfunden und gezeichnet von den Kindern des Projekts Kidswest. Stämpfli, Bern 2018, ISBN 978-3-7272-7928-7.

### Theater-Aufführungen
- Beruhigungsmittel, UA: Solothurn 1976
- Familiefescht, UA: Solothurn 1977

### Hörspiele/Radiosendungen
- Em Pfarrer sy Scheidig. Schweizer Radio DRS, Bern 1976
- Dr Bsuech im Altersheim. DRS, Bern 1977
- Heifahre. DRS, Bern 1979
- Oekotopia. DRS, Bern 1981
- Auf dem Scherbenberg. DRS, Bern 1986

### TV-Drehbücher
- 1984: Motel (für 7 von 40 Folgen) (Schweizer Fernsehen)
- 1989: Pestalozzis Berg
- 1993: Anna annA